# Ludvika flygplats
Ludvika flygplats (IATA: –, ICAO: ESSG) är en tidigare regional flygplats strax söder om riksväg 50/63 cirka 3,5 km väster om Ludvika i Dalarnas län.

## Historia
Flygplatsen invigdes den 5 oktober 1968. Flygplatsen kom i stor utsträckning att användas av Asea:s affärsflyg till och från Ludvika. Flygplatsen hade dock tagits i trafik redan den 2 juli 1968, genom att Asea började trafikera flygplatsen. År 2003 föreslog tekniska kontoret för kommunen att flygfältet skulle läggas ned, alternativt övergå i föreningsdrift. Flygplatsen drivs av Ludvika flygplatsförening och är en så kallad Enskild ej godkänd flygplats.